# János Apáczai Csere
Dans le nom hongrois Apáczai Csere János, le nom de famille précède le prénom, mais cet article utilise l’ordre habituel en français János Apáczai Csere, où le prénom précède le nom.
Œuvres principales
- Disputatio theologica de introductione ad philosophiam sacram. Ultrajecti (Utrecht), 1650. (la)
- Disputatio theologica inauguralis. Hardetwick, 1651. (la)
- Magyar encyclopaedia. Ultrajecti, 1653. (hu)

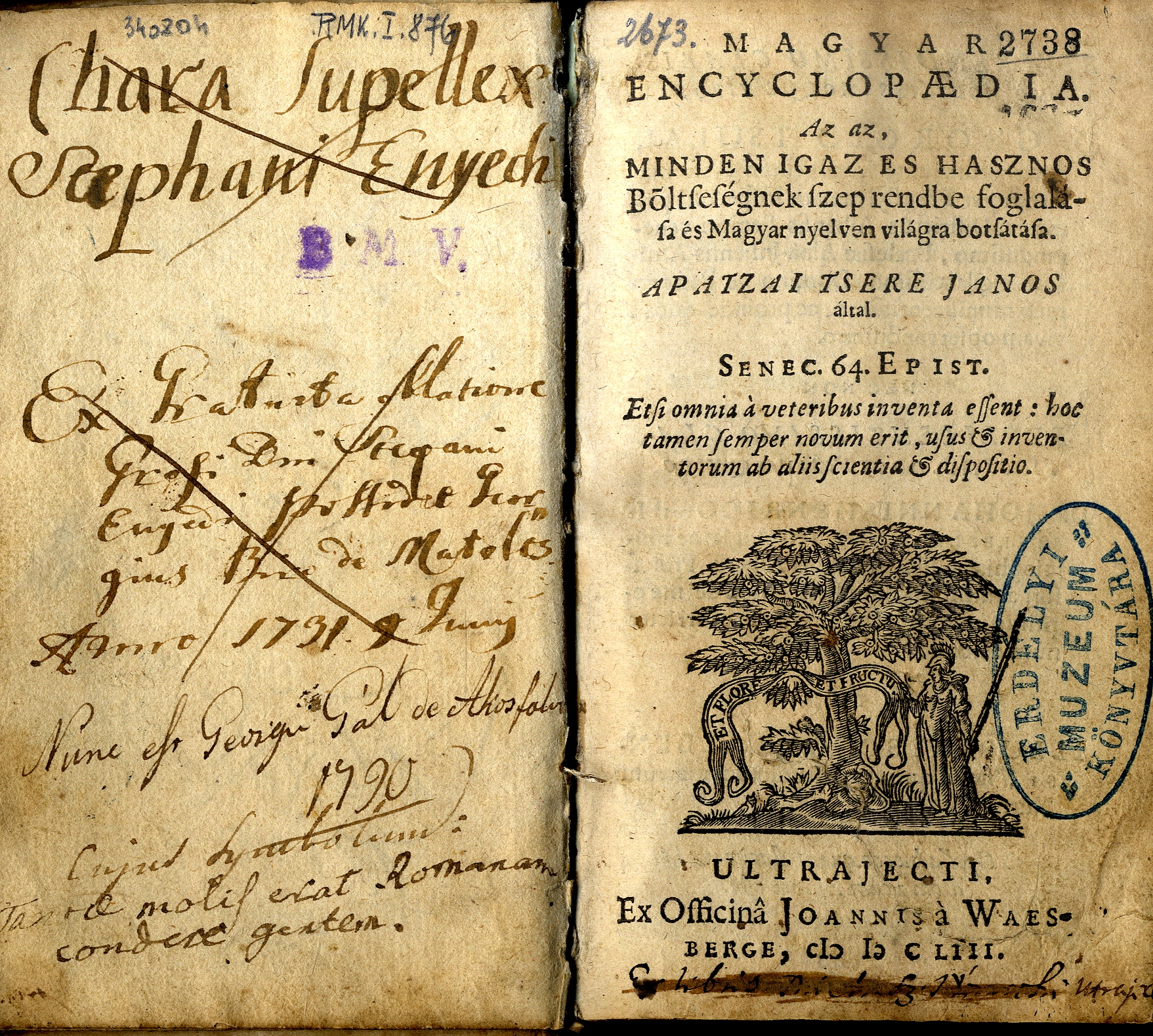
Un exemplaire de la Magyar Encyclopædia, par Apatzai Tsere Janos (Utrecht, 1653).

János Apáczai Csere (Johannes Apacius de son nom latinisé, en hongrois Apáczai Csere János [ˈɒpaːtsɒi ˈtʃɛɾɛ ˈjaːnoʃ], en graphie de l'époque Apatzai Tsere Janos), né le 10 juin 1625 à Apáca (aujourd'hui Apața en Roumanie) et décédé le 31 décembre 1659 à Kolozsvár (Cluj) est un écrivain, pédagogue, encyclopédiste et philosophe d’expression hongroise et latine, adepte de Comenius et du système héliocentrique de Copernic. Il a été l’un des représentants les plus remarquables du cartésianisme en Transylvanie.

## Biographie

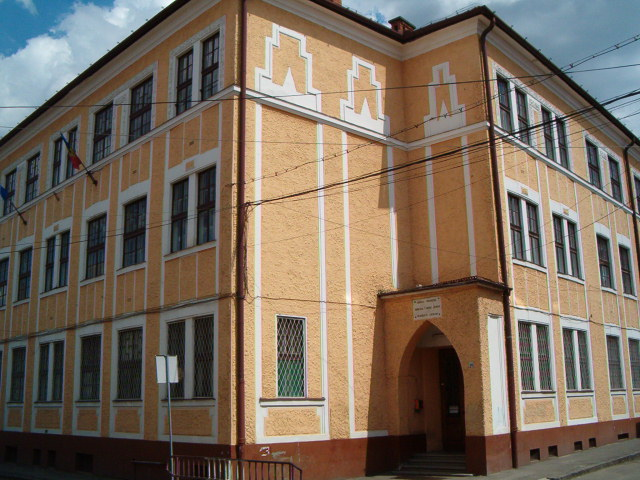
Le Lycée Apáczai Csere János de Cluj (en hongrois Kolozsvár), Roumanie

Apáczai a fait ses études à Kolozsvár et à Gyulafehérvár entre 1636 et 1643. Au collège de Gyulafehérvár, il est l’élève de Johann Heinrich Alsted et de Johann Heinrich Bisterfeld (en) (né en 1605 à Siegen – mort le 16 février 1655 à Gyulafehérvár). Il est obligé d’interrompre deux fois ses études. En 1648, le professeur Bisterfeld convainc le superintendant calviniste István Geleji Katona (en) d’accorder à Apáczai une bourse d’études à Franeker, à Leyde et à Utrecht. En avril 1651, Apáczai obtient le titre de docteur en théologie à l’Université de Harderwijk. À Utrecht, il découvre la philosophie de Descartes, et y rencontre sa future épouse, Aletta van der Maet. Il rentre en Transylvanie en 1653, où Il devient un des recteurs du collège de Gyulafehérvár. Entrant en conflit avec le professeur Isaac Basire (en), ce dernier étant adepte du système presbytérien et ancien pasteur de la cour du roi d’Angleterre, Charles I d'Angleterre (assassiné en 1633), Apáczai est transféré par voie disciplinaire au collège de Kolozsvár par ordre du prince Georges II Rákóczi. En 1658, Apáczai présente le projet d'une future académie de sciences au prince Ákos Barcsay. Ayant contracté la tuberculose, il meurt à Kolozsvár en 1659.

## Encyclopédie
Il est l'auteur de la première encyclopédie en langue hongroise, la Magyar encyclopædia, qui compte 11 volumes (Utrecht, 1653-1655). La première partie de cette encyclopédie, qui repose essentiellement sur des sources étrangères, consiste en une traduction des principaux éléments de la philosophie de Descartes, suivie par la logique telle qu'exposée par Petrus Ramus, l'arithmétique, la géométrie, l'astronomie (incluant les controverses sur le système héliocentrique), l'histoire naturelle, les techniques, l'histoire, les institutions sociales et la théologie.

## Œuvres
- Disputatio theologica de introductione ad philosophiam sacram. Ultrajecti (Utrecht), 1650. (la)
- Disputatio theologica inauguralis. Hardervici (Harderwijk), 1651. (la)
- Magyar encyclopaedia. Ultrajecti, 1653. (hu)
- Oratio de studio sapientiae. Gyulafehérvár, 1653. (la)
- Magyar logikácska, melyet a kicsindedek számára írt. Gyulafehérvár, 1654. (hu)
- Disputatio de politia ecclesiastica. Claudiopoli (Kolozsvár/Cluj), 1658. (la)
- Disputatio philosophica de mente humana. Nagyvárad, 1658. (la)
- Catechesis secundum dogmata Calvini. Amstelodami (Amsterdam), s.a. (la)
- A magyar nemzetben immár el végtére egy académia felállításának módja és formája. Pest, 1872. (hu)
- Oratio de summa scholaruum necessitate earumque inter Hungaros barbarici causis. 20 novembre 1656. (la)

## Bibliographie

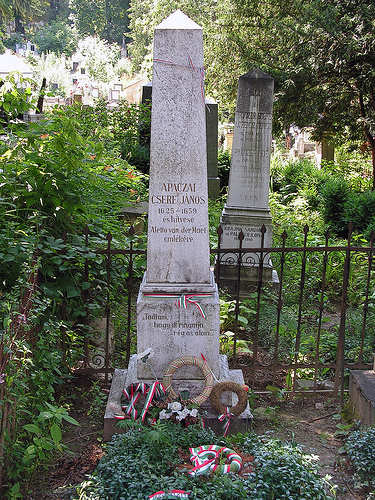
La pierre tombale de János Apáczai Csere au Cimitirul Hajongard de Kolozsvár (en roumain Cluj-Napoca), Roumanie